# Reggenza di Bima
La reggenza di Bima (in indonesiano: Kabupaten Bima) è una reggenza dell'Indonesia, situata nella provincia di Nusa Tenggara Occidentale.